# Marie Gabrielle de Bavière
Ne doit pas être confondu avec Marie Gabrielle en Bavière ou Gabriele de Bavière.
Titre
Princesse de Waldbourg-Zeil
31 août 1957 – 2 décembre 2015
(58 ans, 3 mois et 1 jour)
Marie Gabrielle de Bavière, princesse de Bavière, née le 30 mai 1931 à Munich, Allemagne, est un membre de la maison de Wittelsbach, devenue, conséquemment à son mariage en 1957, princesse consort de Waldburg zu Zeil und Trauchburg.

## Biographie

### Origines familiales
Marie Gabrielle de Bavière, (en allemand : Marie Gabrielle Antonia José Prinzessin von Bayern), née à Munich, le 30 mai 1931 est la fille aînée et le premier des quatre enfants du prince Albert de Bavière (1905-1996), chef de la maison de Bavière en 1955, et de la comtesse Maria Draskovich von Trakostján (1904-1969),. 
Par son père, Marie Gabrielle de Bavière est une arrière petite-fille du roi Louis III de Bavière (1845-1921), dernier souverain de la Bavière. Sa grand-mère paternelle, la duchesse Marie Gabrielle en Bavière (1878-1912), dont elle porte les prénoms, est la sœur de la reine des Belges Élisabeth en Bavière (1876-1965). 
Par sa grand-mère maternelle, la princesse Juliana de Montenuovo (1880-1961), Marie Gabrielle de Bavière est l'arrière petite-fille du prince Alfred de Montenuovo (1854-1927), Grand d'Espagne et Oberhofmeister, l'un des plus hauts fonctionnaires à la cour de l'empereur François-Joseph d'Autriche et petit-fils de l'archiduchesse Marie-Louise d'Autriche, (1791-1847) impératrice des Français, et de son second époux le comte Adam von Neipperg (1775-1829).
Marie Gabrielle de Bavière a une sœur jumelle : Charlotte (1931-2018), et deux frères cadets : François (1933), chef de sa maison depuis 1996, et Max Emmanuel (1937),.

### Une famille opposée au nazisme
Albert et sa famille élisent domicile à Bad Kreuth en 1937. Depuis qu'il a rejeté la politique du régime nazi, il s'est exilé avec sa famille, d'abord en Croatie et, à partir de 1940, au château de Nádasdy en Hongrie. En octobre 1944, lorsque l'Allemagne envahit la Hongrie, il est arrêté par la Gestapo et interné avec sa belle-mère Antonia de Luxembourg et sa famille dans les camps de concentration de Sachsenhausen, Flossenbürg et Dachau jusqu'à la fin de la guerre en 1945.

### Mariage et enfants

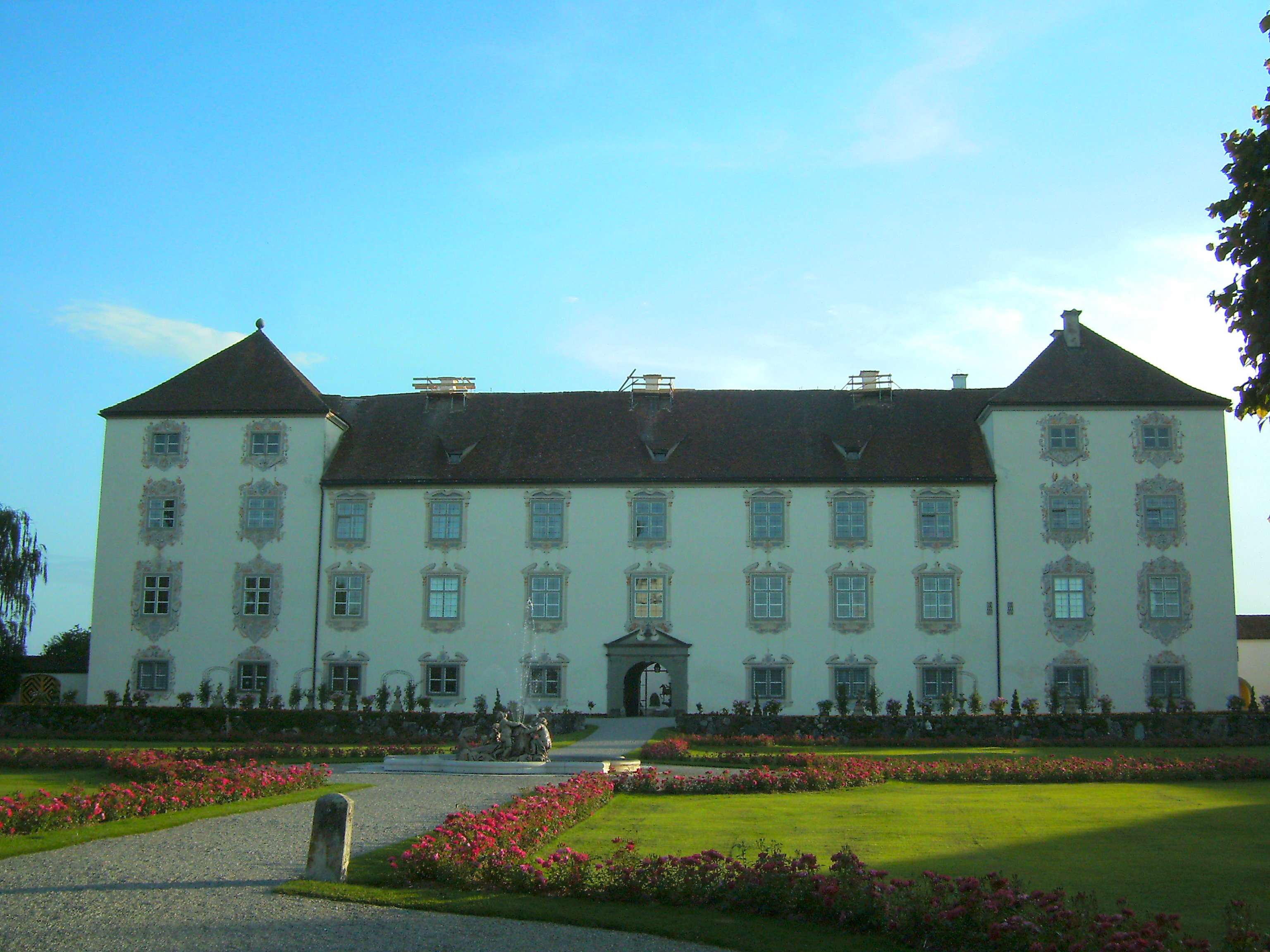
Le château de Zeil.

Marie Gabrielle de Bavière épouse civilement le 31 août 1957 à Leutkirch im Allgäu, puis religieusement le 23 octobre suivant en l'église des Théatins de Munich, Georg 7e prince von Waldburg zu Zeil und Trauchburg, né à Wurtzbourg, le 5 juin 1928 et mort au château de Zeil le 2 décembre 2015, fils aîné et premier des six enfants de Erich August prince von Waldburg zu Zeil und Trauchburg (1899-1953) et de la princesse Monika von Löwenstein-Wertheim-Rosenberg (1905-1992),. Les mariés descendent tous deux du prince Emmanuel de Liechtenstein (1700-1771).
Le couple, qui réside au château de Zeil à Leutkirch im Allgäu, a six enfants, :
- Walburga de Waldburg zu Zeil, née à Ravensbourg le 21 septembre 1958, épouse en 1986 Carl baron von Lerchenfeld (1958), dont cinq enfants ;
- Maria-Gabriele de Waldburg zu Zeil, née à Ravensbourg le 22 novembre 1959, épouse en 2004 Bernard comte de Monseignat (1952), sans postérité ;
- Monika de Waldburg zu Zeil, née à Ravensbourg le 22 mars 1961, épouse en 1987 Christoph Schenk comte von Stauffenberg (1950), dont quatre enfants ;
- Erich de Waldburg zu Zeil, né à Ravensbourg le 21 novembre 1962, chef de sa maison en succession de son père en 2015, épouse en 1988 la duchesse Mathilde de Wurtemberg (1962), dont cinq filles ;
- Adelheid de Waldburg zu Zeil, née à Ravensbourg le 28 novembre 1964, épouse en 1989 Max-Emanuel comte von Rechberg und Rothenlöwen zu Hohenrechberg (1959), dont trois enfants ;
- Elisabeth de Waldburg zu Zeil, née à Ravensbourg le 30 juillet 1966, épouse en 1990 Engelbert prince de Croÿ (1962), dont quatre enfants.

## Honneurs
Marie Gabrielle de Bavière est :
- Dame d'honneur de l'ordre de Thérèse (Royaume de Bavière) ;
- Dame de l'ordre de Sainte-Élisabeth (Royaume de Bavière).

## Ascendance
|  |                                              |  |  |  |  |  |  |  |  |  |  |  |  |
|  | 8. Louis III de Bavière                      |  |  |  |  |  |  |  |  |  |  |  |  |
|  |                                              |  |  |  |  |  |  |  |  |  |  |  |  |
|  |                                              |  |  |  |  |  |  |  |  |  |  |  |  |
|  | 4. Rupprecht de Bavière                      |  |  |  |  |  |  |  |  |  |  |  |  |
|  |                                              |  |  |  |  |  |  |  |  |  |  |  |  |
|  |                                              |  |  |  |  |  |  |  |  |  |  |  |  |
|  | 9. Marie-Thérèse de Modène                   |  |  |  |  |  |  |  |  |  |  |  |  |
|  |                                              |  |  |  |  |  |  |  |  |  |  |  |  |
|  |                                              |  |  |  |  |  |  |  |  |  |  |  |  |
|  | 2. Albert de Bavière                         |  |  |  |  |  |  |  |  |  |  |  |  |
|  |                                              |  |  |  |  |  |  |  |  |  |  |  |  |
|  |                                              |  |  |  |  |  |  |  |  |  |  |  |  |
|  | 10. Charles-Théodore en Bavière              |  |  |  |  |  |  |  |  |  |  |  |  |
|  |                                              |  |  |  |  |  |  |  |  |  |  |  |  |
|  |                                              |  |  |  |  |  |  |  |  |  |  |  |  |
|  | 5. Marie Gabrielle en Bavière                |  |  |  |  |  |  |  |  |  |  |  |  |
|  |                                              |  |  |  |  |  |  |  |  |  |  |  |  |
|  |                                              |  |  |  |  |  |  |  |  |  |  |  |  |
|  | 11. Marie-Josèphe de Bragance                |  |  |  |  |  |  |  |  |  |  |  |  |
|  |                                              |  |  |  |  |  |  |  |  |  |  |  |  |
|  |                                              |  |  |  |  |  |  |  |  |  |  |  |  |
|  | 1. Marie Gabrielle de Bavière                |  |  |  |  |  |  |  |  |  |  |  |  |
|  |                                              |  |  |  |  |  |  |  |  |  |  |  |  |
|  |                                              |  |  |  |  |  |  |  |  |  |  |  |  |
|  | 12. Pál Maria Draskovich von Trakostján      |  |  |  |  |  |  |  |  |  |  |  |  |
|  |                                              |  |  |  |  |  |  |  |  |  |  |  |  |
|  |                                              |  |  |  |  |  |  |  |  |  |  |  |  |
|  | 6. Dionys Maria Draskovich von Trakostján    |  |  |  |  |  |  |  |  |  |  |  |  |
|  |                                              |  |  |  |  |  |  |  |  |  |  |  |  |
|  |                                              |  |  |  |  |  |  |  |  |  |  |  |  |
|  | 13. Mária Festétics de Tólna                 |  |  |  |  |  |  |  |  |  |  |  |  |
|  |                                              |  |  |  |  |  |  |  |  |  |  |  |  |
|  |                                              |  |  |  |  |  |  |  |  |  |  |  |  |
|  | 3. Maria Draskovich von Trakostján           |  |  |  |  |  |  |  |  |  |  |  |  |
|  |                                              |  |  |  |  |  |  |  |  |  |  |  |  |
|  |                                              |  |  |  |  |  |  |  |  |  |  |  |  |
|  | 14. Alfred de Montenuovo                     |  |  |  |  |  |  |  |  |  |  |  |  |
|  |                                              |  |  |  |  |  |  |  |  |  |  |  |  |
|  |                                              |  |  |  |  |  |  |  |  |  |  |  |  |
|  | 7. Juliana de Montenuovo                     |  |  |  |  |  |  |  |  |  |  |  |  |
|  |                                              |  |  |  |  |  |  |  |  |  |  |  |  |
|  |                                              |  |  |  |  |  |  |  |  |  |  |  |  |
|  | 15. Franziska Kinsky von Wchinitz und Tettau |  |  |  |  |  |  |  |  |  |  |  |  |
|  |                                              |  |  |  |  |  |  |  |  |  |  |  |  |
|  |                                              |  |  |  |  |  |  |  |  |  |  |  |  |